# Памятник Казимиру Великому
Памятник Казимиру Великому — памятник королю Польши Казимиру Великому, установленный в г. Быдгощ, центре Куявско-Поморского воеводства, Польши.
Расположен с средневековой части Быдгоща — Старом городе на ул. Под Бланками, на месте где ранее находились городские крепостные стены.
Автор памятника Мариуш Бялецкий. Торжественно открыт 26 октября 2006 в честь 660-й годовщины со дня основания города.
Памятник представляет конную фигуру короля Казимира III Великого, одетого в воинские одеяния, со знаками символов королевской власти, держащего в правой руке скипетр, а в левой — символический свиток, содержащий привилеи, которыми король одарил Быдгощ.
Лицо Казимира III, выполнено по портрету исторического художника Яна Матейко. Корона, скипетр, шпоры скопированы с крышки его саркофага, обнаруженного в 1869 на Вавеле.
Фигура короля выполнена из бронзы и помещена на 20-тонный гранитный пьедестал. Размеры памятника: высота — 5 м, длина — 7 м. Общая высота памятника с пьедесталом — 7 м. Вес бронзовой фигуры — 3 тонны.
На пьедестале помещена таблица с надписью: «Казимир III Великий король Польши 1333—1370. Основатель города Быдгоща. 19.IV.1346» (пол. Kazimierz III Wielki król Polski 1333—1370 Założyciel miasta Bydgoszczy 19 IV 1346).
Сейчас на площади перед памятником уже несколько лет проводятся рыцарские турниры, показы мод эпохи короля Казимира III, инсценизированные представления вручения привилеев горожанам Быдгоща.